# Phan Tuấn Hùng
Phan Tuấn Hùng là một tướng lĩnh Quân đội nhân dân Việt Nam quân hàm Chuẩn Đô đốc Hải quân nhân dân Việt Nam. Ông từng là Phó Tư lệnh Quân chủng Hải quân, Quân đội nhân dân Việt Nam. Hiện nay đã nghỉ hưu.

## Tiểu sử
Trước năm 2016, ông là Phó Tư lệnh kiêm Tham mưu trưởng Vùng 4 Quân chủng Hải quân
Năm 2016, ông giữ chức Phó Tham mưu trưởng Quân chủng Hải quân
Tháng 7 năm 2019, ông được bổ nhiệm giữ chức Tư lệnh Vùng 4 Quân chủng Hải quân, Phó Bí thư Đảng ủy Bộ Tư lệnh.
Ngày 09 tháng 6 năm 2020, Tại Quyết định số 792/QĐ-TTg, Thủ tướng Chính phủ bổ nhiệm Chuẩn Đô đốc Phan Tuấn Hùng, Tư lệnh Vùng 4, Quân chủng Hải quân, giữ chức Phó Tư lệnh Quân chủng Hải quân, Bộ Quốc phòng.
Ngày 21 tháng 6 năm 2020, tại Thành phố Cam Ranh, tỉnh Khánh Hòa, Đảng ủy, Bộ Tư lệnh Vùng 4 Hải quân tổ chức Hội nghị bàn giao chức vụ Tư lệnh Vùng 4 Hải quân. Chuẩn Đô đốc Trần Thanh Nghiêm, Ủy viên Thường vụ Đảng ủy Quân chủng, Phó Tư lệnh, Tham mưu trưởng Hải quân chủ trì. Theo quyết định của Bộ Quốc phòng và Thường vụ Đảng ủy Quân chủng Hải quân, Đại tá Nguyễn Đình Hùng, Phó Tư lệnh, Tham mưu trưởng Vùng 4 được bổ nhiệm giữ chức vụ Tư lệnh, Phó Bí thư Đảng ủy Vùng 4 Hải quân thay Chuẩn Đô đốc Phan Tuấn Hùng nhận cương vị công tác mới.
Từ ngày 1 tháng 3 năm 2025, ông thôi giữ chức Phó Tư lệnh Quân chủng Hải quân, nghỉ công tác và nghỉ hưu theo chế độ từ ngày 1 tháng 7 năm 2025